# All'alba perderò
All'alba perderò è un film del 2021 diretto da Andrea Muzzi. Il film viene presentato all'Ariano International Film Festival.

## Trama
Lo spiantato regista Andrea Gregoretti ci accompagna in una rassegna dei più incredibili e clamorosi flop di personaggi più o meno noti.